# 烏日全民運動館
烏日全民運動館是一座興建中的全民運動館，位於臺中市烏日區健行路及三榮九路交叉口，由姜樂靜建築師事務所設計及監造。112年5月12日開工，預計114年完工。經費約為3.5億元。

## 館內設施
預計興建地上4層、平面停車場，包含兒童運動中心、瑜珈及韻律教室、健身中心、全齡體能訓練場、綜合多功能球場等。